# Panzergrenadierbrigade 22
Die Panzergrenadierbrigade 22 „Oberland“ (bis 1981 Gebirgsjägerbrigade 22) war eine Brigade der 1. Gebirgsdivision des Heeres der Bundeswehr mit Sitz des Stabes zunächst in Mittenwald, ab 1981 in Murnau. Ihr Stationierungsraum war Oberbayern. Die Brigade wurde 1993 aufgelöst.

## Geschichte

### Vorgeschichte als Kampfgruppe in der Heeresstruktur 1
Zum 16. Juli 1956 traten in Mittenwald die ersten Teile der Gebirgsjägerbataillone 104 und 114 zusammen. Die Kader bestanden aus ehemaligen Angehörigen der Gebirgstruppe der Wehrmacht sowie aus aktiven Angehörigen des Bundesgrenzschutzes. Sie bildeten mit ca. 1000 Mann den Grundstock der Gebirgsbrigade 104. Die Gebirgsbrigade 104 war nur kurzzeitig zwischen dem 1. Oktober 1956 und dem 1. Dezember 1956 mit Standort des Stabes in der Mittenwalder Jäger-Kaserne ausgeplant. Aus Gebirgsbrigade 104 wurde zum 1. Dezember 1956 in Mittenwald die 1. Gebirgsdivision neu aufgestellt.
Zur Einnahme der Heeresstruktur 1 wurde am selben Standort die Gebirgskampfgruppe B 8 ab Mai 1957 neu aufgestellt und zum 1. Juli 1957 in Dienst gestellt. Die Gebirgskampfgruppe B 8 wurde der 1. Gebirgsdivision unterstellt. Die Kampfgruppe B 8 gliederte sich Juli 1957 in folgende Truppenteile:
- Kampfgruppenstab Gebirgskampfgruppe B 8, Mittenwald[3][1]
  -  Stabskompanie, Mittenwald[3]
  -  Gebirgsfernmeldekompanie 8[3], Mittenwald[1]
  -  Gebirgspanzeraufklärungskompanie 8[3]
  -  (Gebirgs-)Panzerjägerbataillon 8[1][3], Traunstein[1]
  -  Gebirgsjägerbataillon 18,[3] Mittenwald[1]

### Heeresstruktur 2
Zur Einnahme der Heeresstruktur 2 wurde zum 31. März 1959 die Gebirgskampfgruppe B 8 in die Gebirgsjägerbrigade 22 umgegliedert. Die Gebirgsjägerbrigade 22 unterstand der 1. Gebirgsdivision. 1960 gliederte sich die Brigade in:
- Stabskompanie
- Gebirgsjägerbataillon 221
- Gebirgsjägerbataillon 222
- Gebirgsversorgungsbataillon 226
- Gebirgspanzeraufklärungskompanie 220
- Gebirgspionierkompanie 220
- Gebirgspanzerjägerkompanie 220.

1962 wurde das Gebirgspanzerartilleriebataillon 225 in Sonthofen aufgestellt und verlegte 1970 den Standort nach Füssen. 1966 wechselte das Panzerbataillon 243 der Panzerbrigade 24 als Gebirgspanzerbataillon 224 zur Gebirgsjägerbrigade 22. Im selben Jahr wurde auch die GebirgsABC-Abwehrkompanie 220 der Brigade unterstellt. An Geräteeinheiten gehörten zu dieser Zeit das Gebirgsjägerbataillon 223, das Gebirgsfeldersatzbataillon 227 und das Gebirgsfeldausbildungsbataillon 228, alle in Kempten, zur Brigade.

### Heeresstruktur 3
1971 wurde das Gebirgspanzerbataillon 224 zum Gebirgspanzerjägerbataillon 224 umgegliedert und die GebirgsABC-Abwehrkompanie 220 aufgelöst. 1972 wurde die Gebirgsaufklärungskompanie 220 in Landsberg auf den Gebirgspanzerspähzug 220 reduziert, der 1979 nach Mittenwald verlegt und in die Stabskompanie Brigade 22 integriert wurde. 1973 erfolgte die Auflösung des Gebirgsversorgungsbataillons 226. Die Aufgaben übernahmen die Gebirgsnachschubkompanie 220 und die Gebirgsinstandsetzungskompanie 220, beide in Füssen, und die Gebirgstragtierkompanie 220 in Mittenwald.

### Heeresstruktur 4
In der Heeresstruktur 4 wurde die Brigade nach 22 Jahren als Gebirgsjägerbrigade 22 am 1. Oktober 1981 in die Panzergrenadierbrigade 22 umgegliedert. 1989 wurde der Panzergrenadierbrigade 22 der Beiname „Oberland“ verliehen.
Die Brigade umfasste im Herbst 1989 in der Friedensgliederung etwa 3160 Soldaten. Die geplante Aufwuchsstärke im Verteidigungsfall lag bei etwa 3550 Mann. Zum Aufwuchs war die Einberufung von Reservisten und die Mobilmachung von nicht aktiven Truppenteilen vorgesehen. Zum Ende der Heeresstruktur 4 im Herbst 1989 war die Brigade weiter Teil der 1. Gebirgsdivision und gliederte sich grob in folgende Truppenteile:
- Stab/Stabskompanie Panzergrenadierbrigade 22, Murnau am Staffelsee
  -  Panzerjägerkompanie 220, Feldkirchen
  -  Panzerpionierkompanie 220, Brannenburg
  -  Nachschubkompanie 220, Füssen
  -  Instandsetzungskompanie 220, Füssen
  -  Panzergrenadierbataillon 221 (teilaktiv), Murnau
  -  Panzergrenadierbataillon 222, Murnau
  -  Panzergrenadierbataillon 223, München
  -  Panzerbataillon 224, Landsberg am Lech
  -  Gebirgspanzerartilleriebataillon 225, Füssen

Die Panzergrenadierbataillone 222 und 223 waren durchgängig mit Schützenpanzer Marder ausgerüstet. Die 4. Kompanien der Panzergrenadierbataillone anderer Panzergrenadierbrigaden erhielten stattdessen Mannschaftstransportwagen M113. Die 4. Kompanie des gemischten Panzergrenadierbataillons 221 war wie bei anderen Panzergrenadierbrigaden eine Panzerkompanie mit dreizehn Kampfpanzern Leopard 1.

### Heeresstruktur 5 bis zur Auflösung
Die Brigade wurde nach 12 Jahren als Panzergrenadierbrigade 22 am 31. März 1993 außer Dienst gestellt.

## Kommandeure

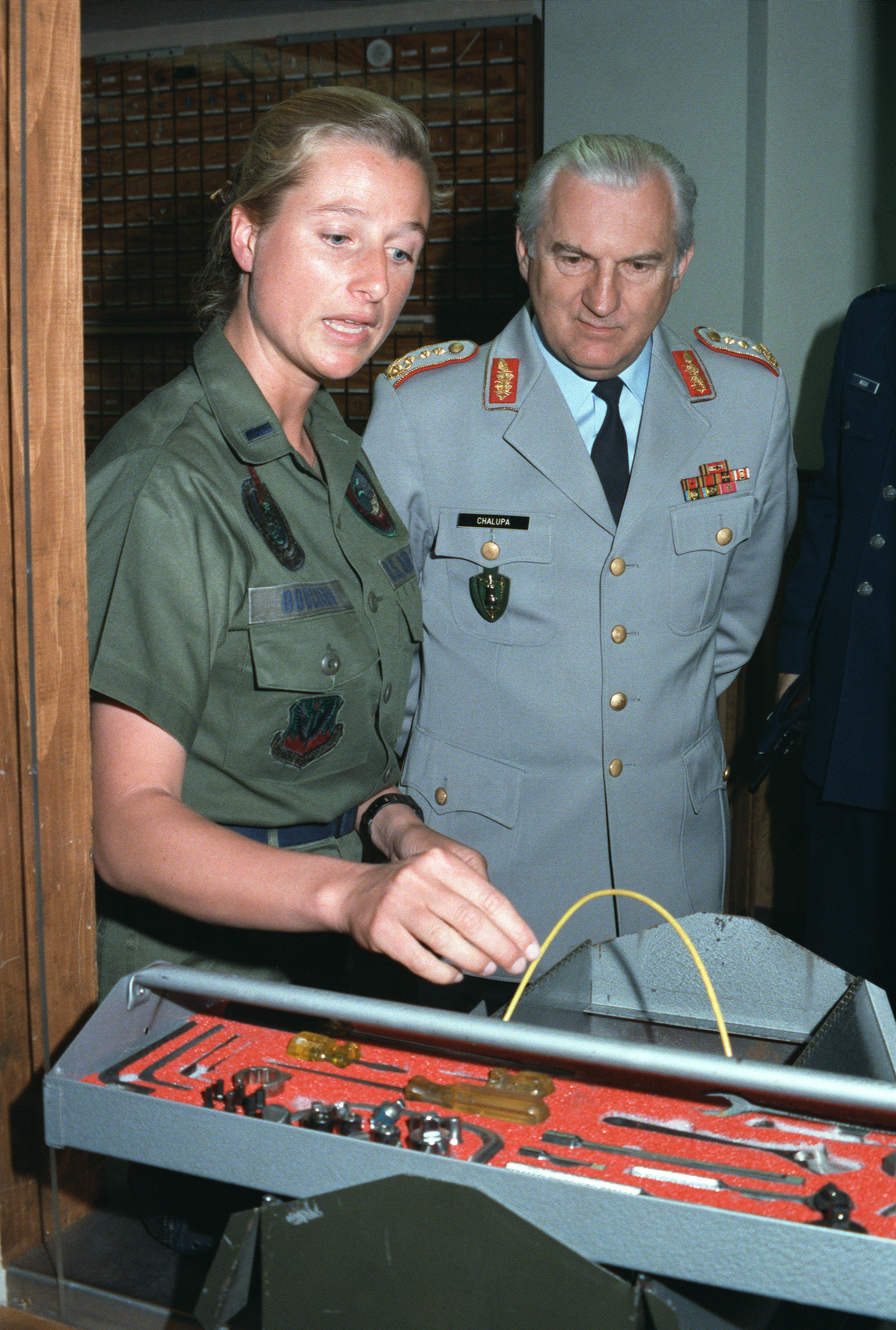
Leopold Chalupa kommandierte die Brigade 1½ Jahre

Folgende Kommandeure führten die Brigade (Dienstgrad bei Kommandoübernahme):
| Nr. | Name                                   | Beginn der Berufung | Ende der Berufung  |
| --- | -------------------------------------- | ------------------- | ------------------ |
| 12  | Oberst Karl Hoffmann                   | 1. April 1991       | 31. März 1993      |
| 11  | Oberst Hans-Uwe Ullrich                | 1. April 1987       | 31. März 1991      |
| 10  | Brigadegeneral Winfried Weick          | 1. April 1984       | 31. März 1987      |
| 9   | Oberst Uwe Richardsen                  | 27. September 1982  | 31. März 1984      |
| 8   | Brigadegeneral Ernst-Wilhelm Schneider | 1. April 1976       | 26. September 1982 |
| 7   | Oberst Leopold Chalupa                 | 1. Oktober 1974     | 31. März 1976      |
| 6   | Brigadegeneral Gert Kohlmann           | 1. Oktober 1970     | 30. September 1974 |
| 5   | Oberst Herbert Fritz                   | 5. Oktober 1967     | 30. September 1970 |
| 4   | Oberst Gerhard Peiler                  | 15. Juli 1963       | 4. Oktober 1967    |
| 3   | Oberst Joachim Horbach                 | 1. April 1962       | 14. Juli 1963      |
| 2   | Oberst Richard Ernst                   | 16. Mai 1959        | 31. März 1962      |
| 1   | Oberst Hellmut Grashey                 | 15. November 1957   | 15. Mai 1959       |

## Gebirgsanzug
Die Panzergrenadierbrigade 22  war der 1. Gebirgsdivision unterstellt und daher Teil der Gebirgstruppe. Die meisten Angehörigen der Brigade trugen daher den Berganzug mit Bergmütze und die Skibluse als Jacke des Dienstanzugs. Die Soldaten trugen Mützen- bzw. Barettabzeichen das Edelweiß als traditionelles Zeichen der Gebirgstruppe.

## Verbandsabzeichen

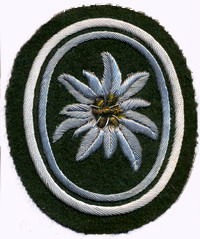
Gewebtes Verbandsabzeichen für den Berganzug

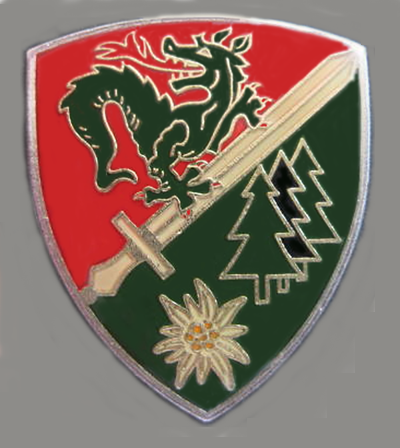
Internes Verbandsabzeichen des Stabes/Stabskompanie

Die Blasonierung des Verbandsabzeichens für den  Dienstanzug der Angehörigen der Panzergrenadierbrigade 22 lautete:
 Silber bordiert, in Grün mit silbernen Inbord ein silbernes Edelweiß mit goldenen Butzen.
Das Verbandsabzeichen zeigte das Alpen-Edelweiß. Das Edelweiß war das Zeichen der Gebirgstruppe. In der Gebirgstruppe wird das Edelweiß an der Bergmütze und am Barett getragen. Es wurde im Ersten Weltkrieg vom österreichisch-ungarischen Oberkommando dem Deutschen Alpenkorps in Anerkennung verliehen und ist seitdem traditionelles Symbol im Umfeld der deutschen Gebirgstruppe. Gleichzeitig ist es Hinweis auf die Dislozierung im Alpenraum. Grün war die Waffenfarbe der Infanterie. Die Verbandsabzeichen der Division und der unterstellten Brigaden waren bis auf die Borde identisch. In der Tradition der Preußischen Farbfolge erhielt das Verbandsabzeichen der Panzergrenadierbrigade 22 als „erste“ Brigade der Division einen weißen Bord. Ungewöhnlich für die heraldische Tradition des Heeres war die Ausführung der Schilde der Division und deren Brigaden als Rundschilde.
Da sich die Verbandsabzeichen der Brigaden der Division nur geringfügig unterschieden, wurde stattdessen gelegentlich auch das interne Verbandsabzeichen des Stabes bzw. der Stabskompanie pars pro toto als „Abzeichen“ der Brigade genutzt. Es zeigte ein Schwert, einen Lindwurm wie im Murnauer Wappen, das aus dem Verbandsabzeichen bekannte Edelweiß und drei Tannen in Erinnerung an Mittenwald, den ehemaligen Standort der Gebirgsjägerbrigade 22 (vgl. die drei Tannen im Wappen Mittenwalds). Die Schildteilung zu grün und rosa entsprach den Waffenfarben der Panzergrenadier- und Panzertruppe.